# Zenillia dasychirae
Zenillia dasychirae là một loài ruồi trong họ Tachinidae.